# Pouchkinskaïa (métro de Saint-Pétersbourg)
Pour les articles homonymes, voir Pouchkine (homonymie).
Ne doit pas être confondu avec Pouchkinskaïa (métro de Moscou).
Pouchkinskaïa (en russe : Пу́шкинская) est une station de la ligne 1 du Métro de Saint-Pétersbourg. Elle est située dans le raïon Amirauté, de Saint-Pétersbourg en Russie.
Mise en service en 1956, elle est desservie par les rames de la ligne 1 du métro de Saint-Pétersbourg. Elle est en correspondance directe : avec la station Zvenigorodskaïa desservie par la Ligne 5 du métro de Saint-Pétersbourg et avec la gare de Saint-Pétersbourg-Vitebsk qu'elle dessert.

## Situation sur le réseau

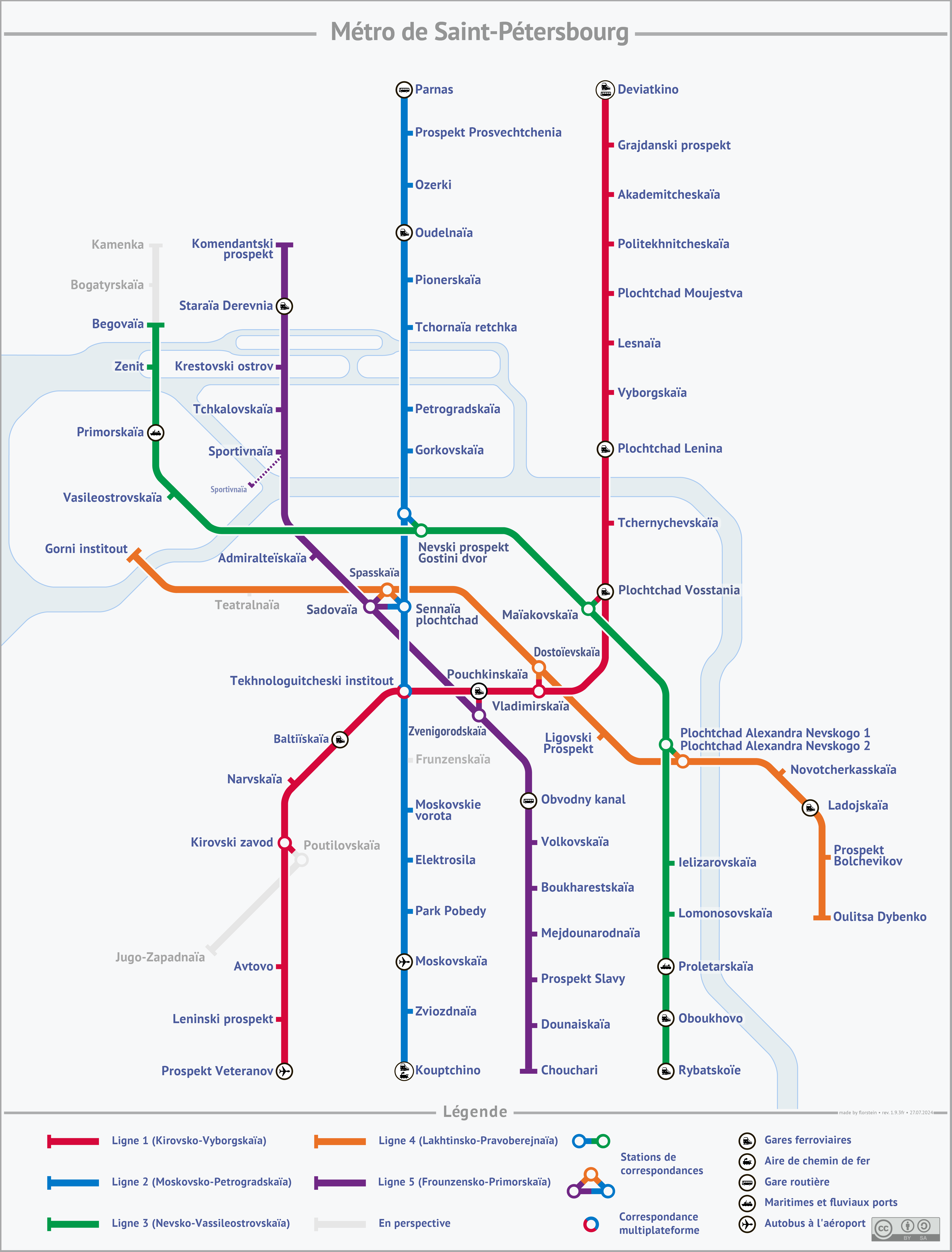
Plan du métro.

Établie en souterrain, à 56 mètres de profondeur, Pouchkinskaïa est une station de passage de la ligne 1 du métro de Saint-Pétersbourg. Elle est située entre la station Vladimirskaïa, en direction du terminus nord Deviatkino, et la station Tekhnologuitcheski institout, en direction du terminus sud Prospekt Veteranov.
La station dispose d'un quai central encadré par les deux voies de la ligne. Elle est en correspondance directe avec la station Deviatkino de la ligne 5 du métro de Saint-Pétersbourg.

## Histoire
La station Pouchkinskaïa fait officiellement partie de la section d'Avtovo à Plochtchad Vosstania, mise en service le 15 novembre 1955. Néanmoins peu avant cette ouverture, les constructeurs rencontrent des difficultés techniques avec une inondation souterraine. Le temps d'assécher et de re-congeler repousse sa mise en service au 30 avril 1956, bien que les premières rames s'y soit arrêtées et que des voyageurs soient allés sur les quais sans pouvoir aller plus loin du fait de l'inondation du tunnel de relation avec la surface.

## Services aux voyageurs

### Accès et accueil
Elle dispose d'un pavillon de surface qui abrite le hall et est en relation avec le sud du quai, à 56 mètres de profondeur, par un tunnel en pente équipé de trois escaliers mécaniques.

### Desserte
Pouchkinskaïa est desservie par les rames de la ligne 1 du métro de Saint-Pétersbourg.

Installations et desserte
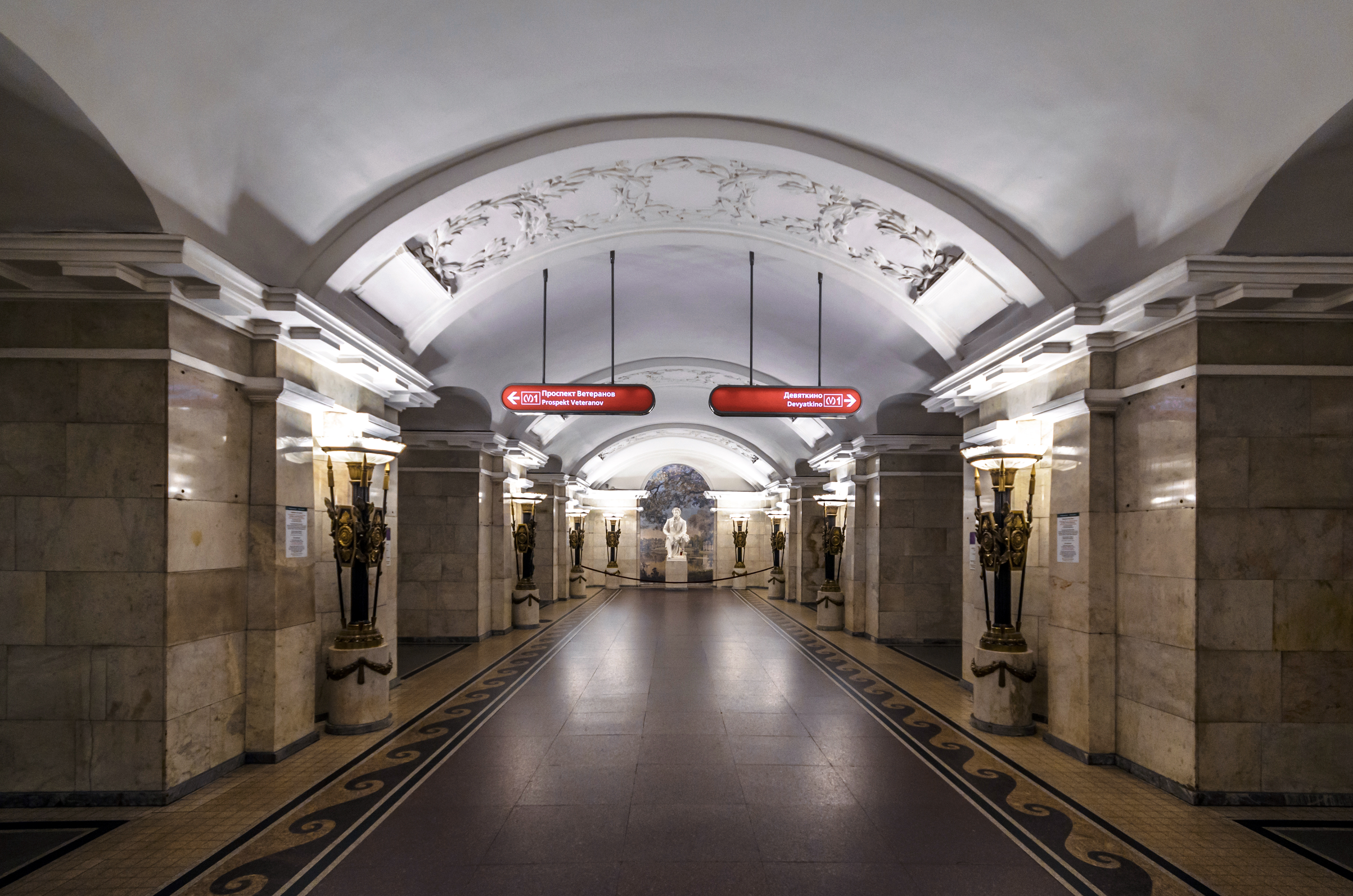
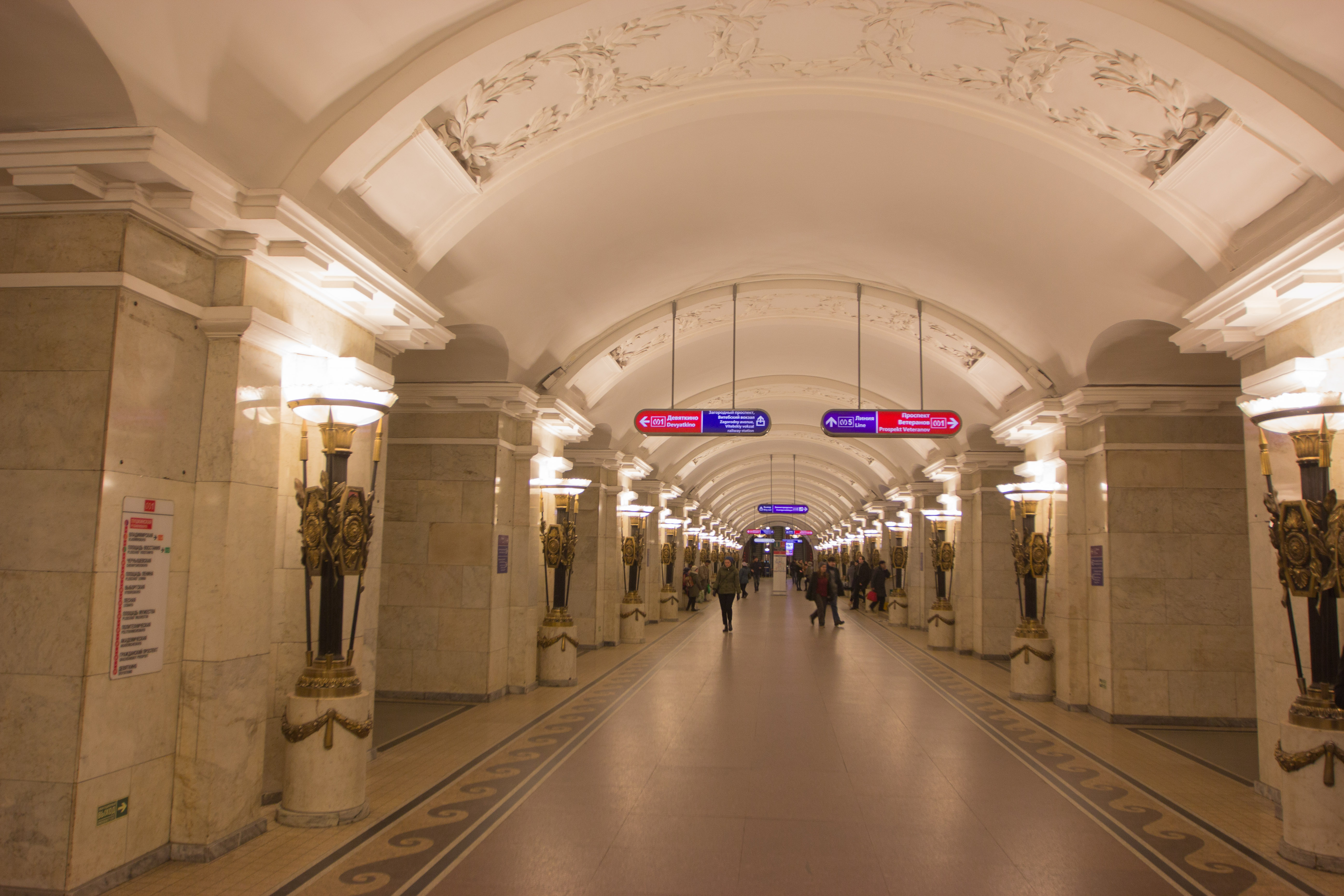
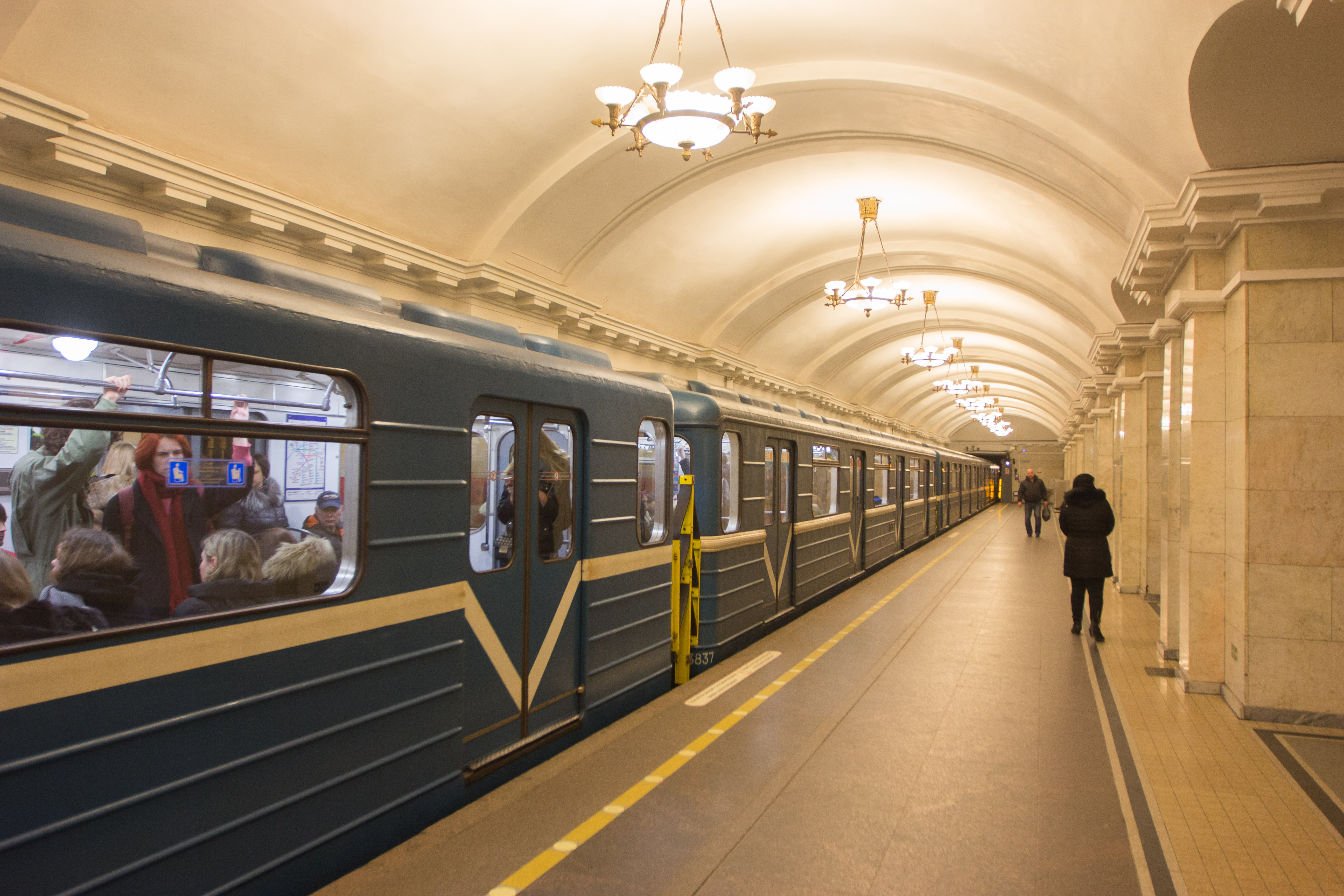

### Intermodalité
Elle est en correspondance directe : avec la station Zvenigorodskaïa, desservie par la ligne 5 du métro de Saint-Pétersbourg, par une courte relation piétonne souterraine établie au centre du quai avec deux petits escaliers fixes, et un couloir qui rejoint un autre escalier donnant sur au centre du quai de la station Zvenigorodskaïa et avec la Gare de Saint-Pétersbourg-Vitebsk.
À proximité : une station du tramway de Saint-Pétersbourg est desservie par la ligne 16 ; un arrêt des trolleybus de Saint-Pétersbourg est desservie par les lignes 3, 8, 15 et 17 ; et des arrêts de bus sont desservis par plusieurs lignes.

## Patrimoine ferroviaire
La station est inscrite comme patrimoine culturel d'importance régionale le 15 décembre 2011.

Détails décoratifs
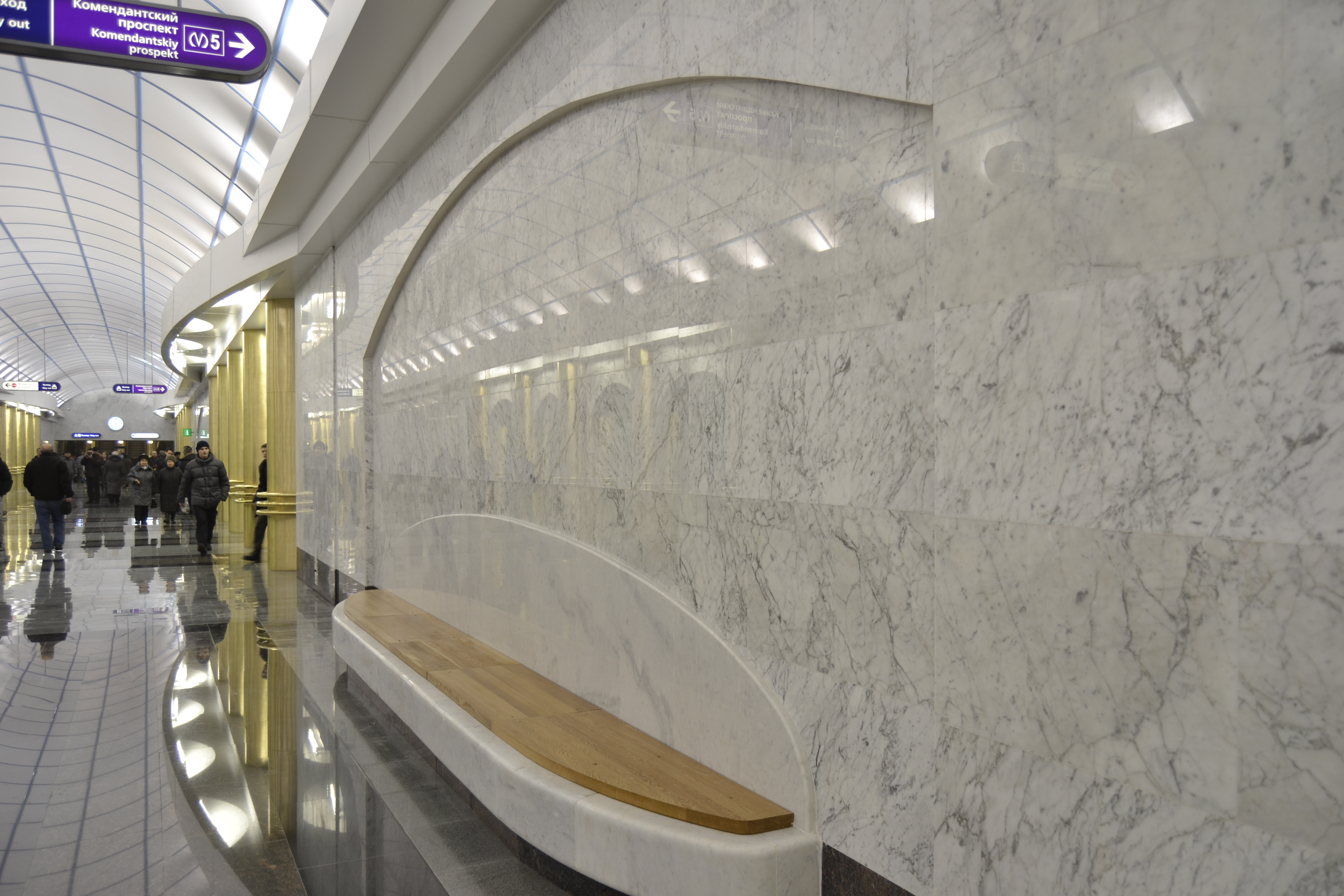
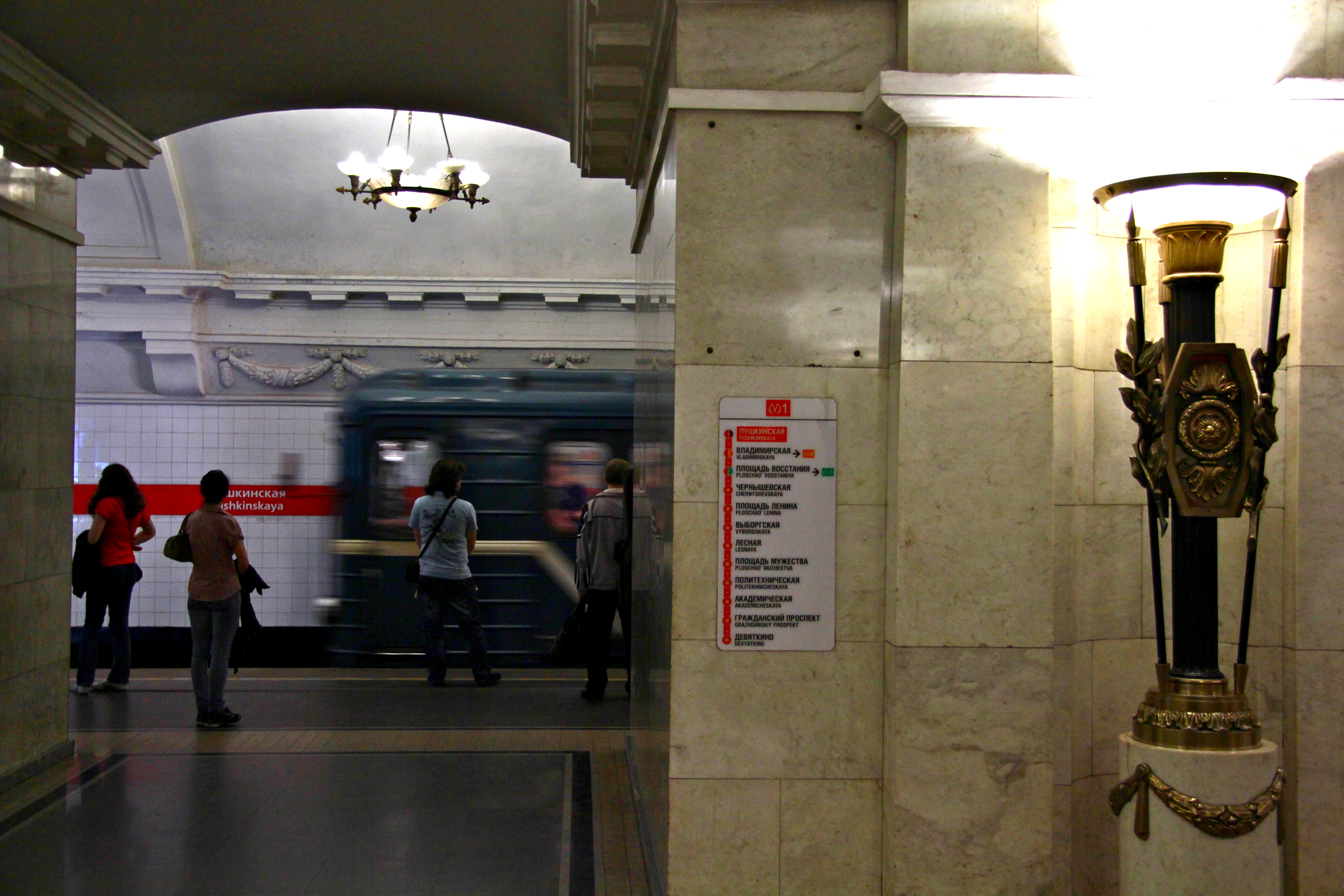
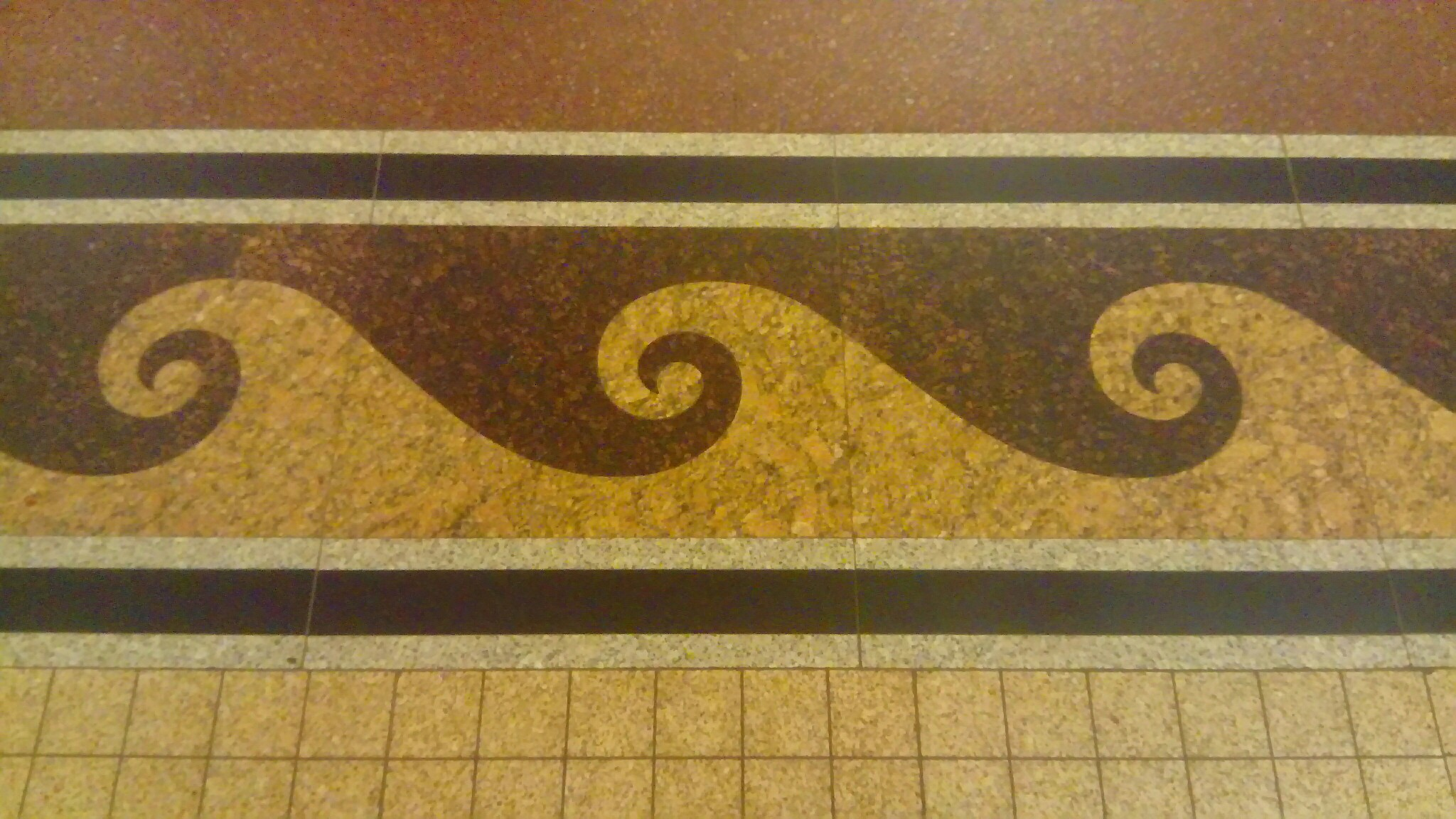